# Gold & Platinum
Gold & Platinum è una raccolta del gruppo musicale southern rock statunitense Lynyrd Skynyrd, pubblicata il 1º dicembre 1979 ed attualmente fuori produzione. Si tratta di una raccolta in due dischi del materiale prodotto nel loro storico periodo d'oro, in particolare dal 1972 al 1977. L'album contiene anche tre dei più famosi brani dell'album One More from the Road suonati dal vivo: Gimme Three Steps, I Ain't the One e Free Bird.
Gold & Platinum è stato certificato “Disco d’oro” il 25 marzo 1980 e “Disco di platino” il 21 luglio 1987 dalla RIAA.

## Tracce

### Disco 1
1. "Down South Jukin'" (Gary Rossington, Ronnie Van Zant) – 2:12
2. "Saturday Night Special" (Ed King, Van Zant) – 5:08
3. "Gimme Three Steps" (Live) (Allen Collins, Van Zant) – 5:00
4. "What's Your Name?" (Rossington, Van Zant) – 3:31
5. "You Got That Right" (Steve Gaines, Van Zant) – 3:46
6. "Gimme Back My Bullets" (Rossington, Van Zant) – 3:28
7. "Sweet Home Alabama" (King, Rossington, Van Zant) – 4:44
8. "Free Bird" (Live) (Collins, Van Zant) – 14:10

### Disco 2
1. "That Smell" (Collins, Van Zant) – 5:47
2. "On the Hunt" (Collins, Van Zant) – 5:25
3. "I Ain't the One" (Live) (Rossington, Van Zant) – 3:17
4. "Whiskey Rock-a-Roller" (King, Billy Powell, Van Zant) – 4:23
5. "Simple Man" (Rossington, Van Zant) – 5:57
6. "I Know a Little" (Gaines) – 3:28
7. "Tuesday's Gone" (Collins, Van Zant) – 7:32
8. "Comin' Home" (Collins, Van Zant) – 5:30

- Disco 1, Traccia 1 e Disco 2, Traccia 8 da Skynyrd's First and... Last (1978)
- Disco 1, Traccia 2 e Disco 2, Tracce 2 e 4 da Nuthin' Fancy (1975)
- Disco 1, Tracce 3 e 8 e Disco 2, Traccia 3 da One More from the Road (1976)
- Disco 1, Tracce 4-5 e Disco 2, Tracce 1 e 6 da Street Survivors (1977)
- Disco 1, Traccia 6 da Gimme Back My Bullets (1976)
- Disco 1, Traccia 7 da Second Helping (1974)
- Disco 2, Tracce 5 e 7 da (pronounced 'lĕh-'nérd 'skin-'nérd) (1973)

### Canzoni dal vivo
- Disco 1, Traccia 3 registrata il 9 luglio 1976 al Fox Theatre di Atlanta, Georgia
- Disco 1, Traccia 8 e Disco 2, Traccia 3 registrate l'8 luglio 1976 al Fox Theatre di Atlanta, Georgia

## Formazione
- Ronnie Van Zant - voce
- Allen Collins - chitarra
- Gary Rossington - chitarra
- Billy Powell - pianoforte, tastiera
- Leon Wilkeson - basso
- Steve Gaines - chitarra
- Ed King - chitarra
- Cassie Gaines - cori
- JoJo Billingsley - cori
- Leslie Hawkins - cori